# Élisabeth-Madeleine de Hesse-Darmstadt
Élisabeth Madeleine de Hesse-Darmstadt (23 avril 1600 - 9 juin 1624) est la première femme du duc Louis-Frédéric de Wurtemberg.

## La famille
Élisabeth Madeleine est la fille aînée de Louis V de Hesse-Darmstadt et Madeleine de Brandebourg. Ses grands-parents paternels sont le comte Georges Ier de Hesse-Darmstadt et la comtesse Madeleine de Lippe. Ses grands-parents maternels sont le prince-électeur Jean II Georges de Brandebourg et la princesse Élisabeth d'Anhalt-Zerbst.

## Mariage et descendance
Élisabeth épouse 13 juillet 1617 le duc Louis-Frédéric de Wurtemberg. Le couple a trois enfants:
- Christophe de Wurtemberg-Montbéliard (25 décembre 1620 - 1er janvier 1621), est décédé à l'âge de un an.
- Henriette Louise de Wurtemberg-Montbéliard (20 juin 1623 - 24 août 1650), mariée à Albert de Brandebourg-Ansbach, sans descendance.
- Léopold Frédéric de Wurtemberg-Montbéliard (30 mai 1624 - 15 juin 1662), marié à la duchesse Sibylle de Wurtemberg; pas de descendance.

## La mort
Isabel est morte à cause des séquelles de la naissance de son plus jeune fils, neuf jours après sa naissance. Son mari se remarie l'année suivante, avec la duchesse Anna Eleonora de Nassau-Sarrebruck.